# EZ Большого Пса
EZ Большого Пса (EZ CMa, ALS 98, TYC 6522-3270-1) — звезда класса Вольфа-Райе в созвездии Большого Пса.